# Leo Geyr von Schweppenburg
Leo Dietrich Franciscus Geyr Reichfreiherr von Schweppenburg (Potsdam, Prusia, 2 de marzo de 1886 - Ichenhausen, Baviera, 27 de enero de 1974) fue un oficial alemán que participó en las Primera y Segunda guerras mundiales, alcanzando el rango de General der Panzertruppen. Era considerado un experto en el arte de la guerra acorazada.

## Biografía
Geyr nació en Potsdam, en 1886. Se unió al Ejército Imperial Alemán en junio de 1904, sirviendo en el Regimiento de Caballería de Dragones N.º  29. Entre los años 1911 y 1914 cursó en la Escuela de Guerra (Kriegsakademie) de Berlín.
Durante la I Guerra Mundial alcanzó el rango de Rittmesiter Capitán de Caballería, desempeñándose en los frentes oriental (Polonia y Rusia), occidental (Francia) y en los Balcanes.
El capitán Geyr continuó en el Ejército al finalizar la guerra, alcanzando el grado de Coronel en 1932. Al año siguiente fue enviado a Londres, donde se desempeñó como agregado militar adjunto, así como en Bruselas y La Haya. El 1 de septiembre de 1935 fue ascendido a Mayor General, permaneciendo en su puesto en Inglaterra.
El 1 de octubre de 1937 fue ascendido nuevamente al rango de Teniente General, y regresó a Alemania a tomar el mando de la 3.ª División Panzer once días después.
El Teniente General Geyr se encontraba al mando de esta división acorazada cuando se inició la Segunda Guerra Mundial, participando en la invasión de Polonia en 1939.
El 15 de febrero de 1940 recibió el mando del XXIV Cuerpo Panzer. Luego, en abril de ese mismo año, fue promovido a General de Tropas Panzer (General der Panzertruppen). El General Geyr comandó su unidad en la batalla de Francia, y luego en la invasión de la Unión Soviética. En esta última campaña, el XXIV Cuerpo estuvo integrado al 2.º Grupo Panzer del famoso Generaloberst Heinrich "Heinz" Wilhelm Guderian, y formaron parte de la ofensiva hacia Moscú (Batalla de Moscú). Las fuerzas del General Geyr ya se habían distinguido en la campaña en Rusia, formando la pinza norte que cerró el cerco de Kiev. El 9 de julio de 1941, sólo dos semanas después de haber empezado la invasión, el General Geyr había sido premiado con la Cruz de Caballero.
Renunció al mando en enero de 1942, debido a su precaria salud. No obstante, en junio de ese mismo año volvió al servicio, esta vez al mando de otro Cuerpo Panzer, el XXXX. Llevó esta unidad hasta el río Don, dirigiéndose luego al Cáucaso, formando parte del 1.º Ejército Panzer.
Debido a su mala salud, Geyr tuvo que renunciar al mando nuevamente, y fue enviado a la reserva. Se mantuvo allí hasta julio de 1943, cuando fue colocado al mando del LVIII Cuerpo Panzer, una unidad de la reserva estacionada en Francia.
Eventualmente, el LVIII Cuerpo Panzer fue incluido en el Grupo Panzer del Oeste (Panzergruppe West), del que Geyr fue nombrado comandante en jefe. En efecto, las divisiones blindadas comandadas por él, constituían la mayor fuerza alemana en el norte de Francia, y por lo tanto, debían detener la inminente fuerza invasora aliada. El Generalfeldmarschall Erwin Rommel estuvo en desacuerdo con la estrategia tomada por Geyr y su jefe, el Generalfeldmarschall Gerd von Rundstedt, ya que Rommel creía que los tanques debían ser colocados cerca de las playas, donde podrían detener el desembarco. Por su parte, Geyr creía que lo mejor era colocarlos tierra adentro, donde podrían maniobrar con facilidad y atrapar al ejército aliado.
La batalla de Normandía empezó el 6 de junio de 1944, y dos días después, tres divisiones panzer se enfrentaron a los británicos al norte de Caen. El General Geyr tuvo que suspender un contraataque en ese sector debido a un bombardeo aliado sobre sus Cuarteles Generales que mató a varios oficiales, siendo herido también. A pesar de que sus tanques consiguieron mantener el sector de Caen por un mes, el 5 de julio Geyr fue relevado del mando al apoyar a von Rundstedt en su petición de retirarse de Caén (véase batalla de Caen).
El General Geyr terminaría la guerra como "Generalinspekteur der Panzertruppen" (inspector general de Tropas blindadas", siendo hecho prisionero de guerra por los estadounidenses en Baviera en mayo de 1945.
Geyr fue liberado en 1947, y escribió sobre sus experiencias como militar adjunto en Londres bajo el título Erinnerungen eines Militärattachés, London 1933–1937, traducido en 1952 al inglés con material adicional bajo el nombre de The Critical Years (Los Años Críticos).
El General der Panzertruppen Leo Geyr Reichfreiherr von Schweppenburg murió en Ichenhausen, Baviera, en 1974.

## Condecoraciones
- Cruz de Caballero de la Cruz de Hierro el 9 de julio de 1941 como General der Panzertruppe y comandante del XXIV Cuerpo de Ejército (motorizada)[2]